# Brève de Steere
Pitta steerii
Espèce
Statut de conservation UICN

 VU A2c+3c+4c;C2a(i) : Vulnérable
 C2a(i) 
La Brève de Steere (Pitta steerii) est une espèce de passereaux appartenant à la famille des Pittidae.
Il est nommé en hommage à Joseph Beal Steere.

## Description
L'oiseau est caractérisée par gorge blanche.

## Répartition et habitat

Cet oiseau est endémique des Philippines. Elle vit dans les forêts calcaires jusqu'à 750 m d'altitude.

## Sous-espèces
D'après Alan P. Peterson, il existe deux sous-espèces :
- Pitta steerii coelestis Parkes, 1971 ;
- Pitta steerii steerii (Sharpe, 1876).